# Eroi senza armi
Eroi senza armi (Le Père tranquille), conosciuto anche col titolo Eroi senz'armi, è un film del 1946 diretto da René Clément e ispirato alla vicenda personale di Jean Ernest Kempnich, esponente della Resistenza francese. Il film è stato presentato in concorso al Festival di Cannes 1946.